# 안녕, 천사님
《안녕, 천사님》은 2006년 1월 24일에 MBC에서 방영한 베스트극장이다.

## 줄거리
바람난 남편 덕에 6.25 전쟁 때 홀로 열 살 아들을 데리고 피난가던 중 서른 살의 젊은 나이에 죽으며 아들의 성장과 손자가 태어나는 것도 보지 못한 애심의 유일한 낙은, 일년에 한 번씩 제삿밥 먹으러 와서 자손들을 보는 것이다. 이번 제삿밥을 먹으러 이승에 온 애심은 손자 규동에게 애인이 있음을 알고 저승으로 돌아가기 전 규동의 색시감을 보기 위해 이승에 남는다.

## 등장 인물

### 주요 인물
- 김지영 : 애심(30세 외모, 현세 나이 85세) 역 - 할머니 조상
- 박준석 : 규동(27세) 역 - 애심의 손자, 성씨 집안 장손
- 박탐희 : 경주(27세) 역 - 한솔 프로덕션 대표이사 PD

### 그 외 인물
- 윤주상 : 규동의 아버지 역
- 고명환 : 봉달 역
- 손헌수 : GP 역
- 정재진 : 할배 역

### 특별출연
- 임현식 : 애심의 남편 역
- 김지영

### 우정출연
- 김은주 : 지나가는 젊은 여자 역

## 참고 사항
- 이 드라마는 당초 2006년 1월 28일 방송 예정이었지만 드라마 촬영중 사고로 인해 《늑대》의 주연 배우 문정혁과 한지민의 부상으로 인해 대체 편성된다.[1][2]